# خرت اسخیپر
خرت اسخیپر (هلندی: Geert Schipper؛ زادهٔ ۲۳ نوامبر ۱۹۴۸) دوچرخه‌سوار اهل هلند است.
وی در مسابقات کشوری و بین‌المللی در مجموع برندهٔ ۱ مدال طلا شده‌است.